# Indopithecus giganteus
Indopithecus giganteus es una especie extinta de primate hominoideo. Se trata de un gran simio datado en 6,5 millones de años identificado a partir de unos pocos huesos de la mandíbula y los dientes encontrados en depósitos del Mioceno tardío, específicamente del Messiniense, de las colinas Siwalik en el norte de la India. Aunque frecuentemente ha sido asociado con el mejor conocido género Gigantopithecus, también se lo ha considerado como un género distinto por derecho propio.

## Hallazgos fósiles y descripción
Indopithecus es conocido solo de dientes y mandíbulas procedentes de la zona de the Siwalik. Con base en estos escasos descubrimientos de fósiles, se sugiere que era un gran herbívoro que comía principalmente bambú y foliaje. A pesar del nombre de la especie, tenía solo aproximadamente la mitad del tamaño de su pariente chino, Gigantopithecus blacki.
Indopithecus giganteus fue nombrado originalmente como una nueva especie del género de simio europeo Dryopithecus, D. giganteus, por Pilgrim (1915). Sin embargo, Lewis (1937) decidió que el taxón de Pilgrim no era congénerico con Dryopithecus y en cambio lo refirió al género contemporáneo Sivapithecus. von Koenigswald (1950) reconició a D. giganteus como diferente tanto de Dryopithecus como de Sivapithecus y erigió un nuevo género para este, Indopithecus ("simio de la India"). Szalay y Delson (1979) hallaron similitudes en el material de Indopithecus con el de Gigantopithecus y sinonimizaron a ambos géneros, tratando a I. giganteus como una especie referida, G. giganteus. Sin embargo, autores más recientes, incluyendo a Cameron (2001, 2003), Pickford (2010), Patnaik (2014), Begun (2015) y Welker et al. (2019), han afirmado que Indopithecus debería de ser tratado como un género distinto por sí mismo.

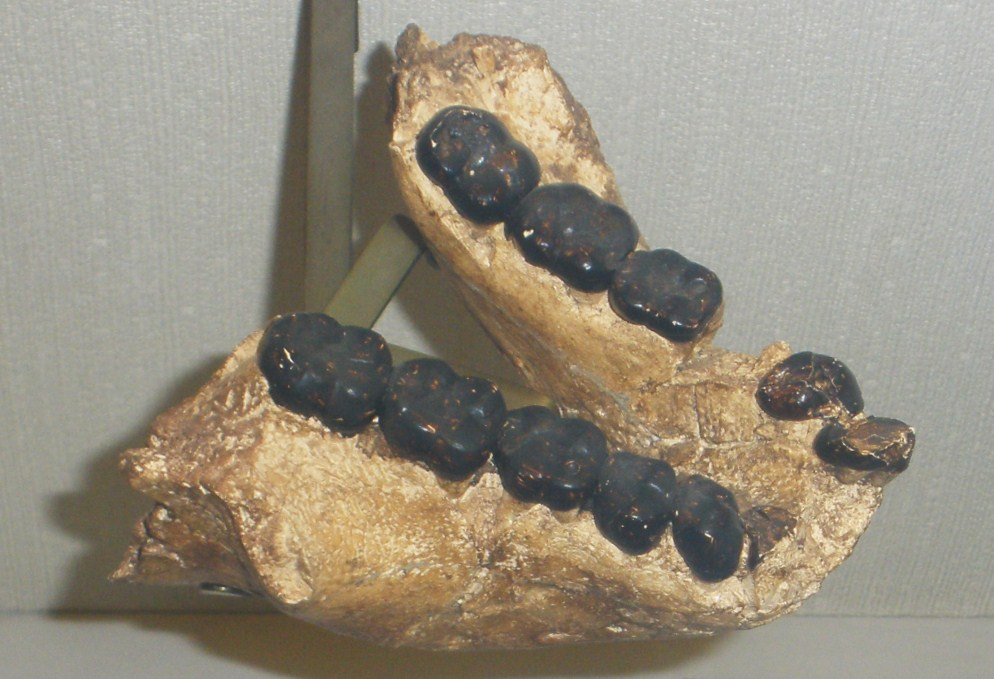
Mandíbula de Indopithecus (=G. bilaspurensis).

La especie Gigantopithecus bilaspurensis fue nombrada por Simon y Chopra (1969) para unos cuantos huesos mandibulares y dientes de los depósitos de las colinas Siwalik que datan de entre 9 to 6 millones de años, en el Mioceno. Szalay y Delson (1979) reconocieron a G. bilaspurensis como indistinguible de los restos conocidos de Gigantopithecus giganteus, y sinonimizaron a ambos taxones. Aunque I. giganteus está claramente relacionado con G. blacki, Kelly (2002) y Cameron (2001, 2003) concordaron con Szalay y Delson (1979) que G. bilaspurensis es un sinónimo más moderno de I. giganteus.